# Явна, Виктор Анатольевич
Виктор Анатольевич Явна  (29 ноября 1952, Ростов-на-Дону — 25 июня 2023) — советский и российский ученый-физик, доктор физико-математических наук, профессор, зав. кафедрой физики Ростовского государственного университета путей сообщения, член Нью-Йоркской академии наук.

## Биография
Родился 29 ноября 1952 года в Ростове-на-Дону в семье профессора Ростовского государственного университета путей сообщения Анатолия Абрамовича Явна. Учился в ростовской школе № 25 и в математической школе № 33.
В 1975 году окончил физический факультет Ростовского университета. По окончании учёбы работал инженером, программистом ЭВМ «БЭСМ-6» в Вычислительном центре Ростовского университета, был старшим инженером НИСа Вычислительного центра.
В 1978 году защитил кандидатскую диссертацию на степень кандидата физико-математических наук. После защиты получил должность старшего научного сотрудника Вычислительного центра и старшего научного сотрудника НИСа Вычислительного центра Ростовского университета. С 1982 года работал зав. кафедрой физики Ростовского института инженеров железнодорожного транспорта.
В 1994 году, после защиты докторской диссертации на тему: «Многочастичные эффекты в области энергии ионизации атомов и простых молекул» получил степень доктора физико-математических наук. В 1995 году стал профессором и вторично — зав. кафедрой физики Ростовского государственного университета путей сообщения. В настоящее время является проректором университета по внешним связям и производственной практике.
Научные интересы: физика атомов и молекул, взаимодействие электромагнитного излучения с веществом, георадиолокация, диагностика инженерных конструкций неразрушающими методами контроля, применение физических методов исследования к диагностике состояния балластного слоя и земляного полотна железных дорог.
Являлся одним из создателей научной школы физиков, занимающихся изучением электронного строения атомов, молекул, наноструктур и твердых тел. Соросовский профессор, член Нью-йоркской академии наук и член-корреспондента Российской академии естествознания.
Скончался 25 июня 2023 года на 71-м году жизни.

## Награды и звания
- Медаль ордена «За заслуги перед Отечеством» II степени (20 октября 1999 года) — за заслуги перед государством, высокие достижения в производственной деятельности и большой вклад в укрепление дружбы и сотрудничества между народами[2].

## Труды
Виктор Анатольевич Явна является автором около 350 научных работ, в том числе монографий и статей:
- Рассеяние фотона многоэлектронной системой. — Энергоатомиздат, 2004. — 274 с.;
- Yavna V.A. Hopersky A.N. Nadolinsky A.M. Yavna S.A. Orientation effects in elastic scattering of polarized X-rays by linear molecules. Synchrotron Radiation. — 2001. — p. 240—242;
- Влияние взаимодействия конфигураций на структуру рентгеновских спектров / В. Л. Сухоруков, С. А. Кулагина // Тезисы докладов XI Всесоюзного совещания по рентгеновской спектроскопии. — Ростов н/Д, 1976. — C. 225;
- Влияние конфигурационного взаимодействия на структуру рентгеновских спектров / В. Ф. Демехин, В. Л. Сухоруков и др. // Известия АН СССР. Серия физическая. — 1976. — Т. 40, № 2. — C. 255—262;
- Учёт корреляции в К и К спектрах элементов группы железа / В. Ф. Демехин, В. Л. Сухоруков и др. // Рентгеновские и рентгеноэлектронные спектры и электронная структура металлов, сплавов и химических соединений : тез. Всесоюз. совещ. — Свердловск, 1976. — C. 26;
- Влияние коллективных эффектов и поля окружения на структуру 3s-уровня элементов группы железа / В. Ф. Демехин, Б. М. Лагутин // Координационная химия. — 1985. — Т. 11, Вып. 4. — с. 510—515;
- Корреляционные эффекты в K- и L2,3 — спектрах фотопоглощения аргона / В. Л. Сухоруков, А. Н. Хоперский и др. ; РИИЖТ. — Ростов н/Д, 1985. — С. 27. — Деп. в ВИНИТИ 31.10.85, № 7982-В;
- Hopersky A.N., Nadolinsky A.M., Novikov S.A., Yavna V.A. X-ray photon scattering by an excited and ionized atom //Phys. Rev. A 2015. V.91. 022708.